# 다니다 소시로
다니다 소시로(일본어: 谷田 壮志朗, 2005년 7월 10일~)는 일본의 축구 선수이다.

## 구단 경력
그는 2022년 J2리그의 제프 유나이티드 지바에 입단했다. 2025년 4월 J3리그의 가고시마 유나이티드 FC로 이적했다.